# Bran (Charente-Maritime)
Bran é uma comuna francesa na região administrativa da Nova Aquitânia, no departamento de Charente-Maritime. Estende-se por uma área de 4,14 km². Em 2010 a comuna tinha 136 habitantes (densidade: 32,9 hab./km²).